# Nesohedyotis arborea
Nesohedyotis arborea är en måreväxtart som först beskrevs av William Roxburgh, och fick sitt nu gällande namn av Cornelis Eliza Bertus Bremekamp. Nesohedyotis arborea ingår i släktet Nesohedyotis och familjen måreväxter. Inga underarter finns listade i Catalogue of Life.